# بابلو مورانت
بابلو مورانت (بالإسبانية: Pablo Morant)‏ هو مدرب كرة قدم ولاعب كرة قدم أرجنتيني في مركز الدفاع، ولد في 30 يونيو 1970 في مدينة آيسكيول في الأرجنتين. لعب مع جيمناسيا لابلاتا ونادي أتليتيكو كولون ونادي إيركوليس.